# Lepthyphantes younnesi
Espèce
Lepthyphantes younnesi est une espèce d'araignées aranéomorphes de la famille des Linyphiidae.

## Distribution
Cette espèce est endémique de la région de Tanger-Tétouan-Al Hoceïma au Maroc,. Elle se rencontre dans les grottes Ghar n'Ati Oued n'Kir et de Chefchaouen.

## Description
Le mâle holotype mesure 2,88 mm.

## Systématique et taxinomie
Cette espèce a été décrite par Barrientos et Gerace en 2024.

## Étymologie
Cette espèce est nommée en l'honneur de Younnes El Kasmi. 

## Publication originale
- Barrientos, Fadrique, Brañas, Gerace & Mederos, 2024 : « Lepthyphantes younnesi sp. nov. y Lepthyphantes noeli sp. nov. (Araneae, Linyphiidae), dos especies nuevas de Marruecos. » Revista Ibérica de Aracnología, vol. 44, p. 101-109.